# Aleksandrs Kulakovs
Aleksandrs Kulakovs (14 aprile 1956) è un ex calciatore e allenatore di calcio lettone, di ruolo portiere.

## Carriera

### Club
Ha militato per gran parte della sua carriera nel Daugava Riga, la più forte squadra lettone a disputare i campionati sovietici. A cavallo dell'indipendenza della Lettonia passò allo Skonto con cui vinse sia l'ultimo campionato lettone sovietico che il primo post dissoluzione sovietica.

### Nazionale
Ha disputato in nazionale un unico incontro: si trattò della decisiva gara di Coppa del Baltico contro la Lituania, persa per 3-2.

### Allenatore
Dopo il ritiro ha lavorato come preparatore dei portieri sia dello Skonto che della nazionale lettone

## Statistiche

### Cronologia presenze e reti in Nazionale
| Cronologia completa delle presenze e delle reti in nazionale ― Lettonia | Cronologia completa delle presenze e delle reti in nazionale ― Lettonia | Cronologia completa delle presenze e delle reti in nazionale ― Lettonia | Cronologia completa delle presenze e delle reti in nazionale ― Lettonia | Cronologia completa delle presenze e delle reti in nazionale ― Lettonia | Cronologia completa delle presenze e delle reti in nazionale ― Lettonia | Cronologia completa delle presenze e delle reti in nazionale ― Lettonia | Cronologia completa delle presenze e delle reti in nazionale ― Lettonia |
| Data                                                                    | Città                                                                   | In casa                                                                 | Risultato                                                               | Ospiti                                                                  | Competizione                                                            | Reti                                                                    | Note                                                                    |
| ----------------------------------------------------------------------- | ----------------------------------------------------------------------- | ----------------------------------------------------------------------- | ----------------------------------------------------------------------- | ----------------------------------------------------------------------- | ----------------------------------------------------------------------- | ----------------------------------------------------------------------- | ----------------------------------------------------------------------- |
| 12-7-1992                                                               | Liepāja                                                                 | Lettonia                                                                | 2 – 3                                                                   | Lituania                                                                | Coppa del Baltico 1992                                                  | -3                                                                      |                                                                         |
| Totale                                                                  |                                                                         | Presenze                                                                | 1                                                                       |                                                                         | Reti                                                                    | -3                                                                      |                                                                         |

## Palmarès

### Club
- Campionati lettoni: 1

Skonto: 1992
- Campionati sovietico lettone: 1

Skonto: 1991